# Cerium(IV)oxide-cerium(III)oxidecyclus
De cerium(IV)oxide-cerium(III)oxidecyclus of CeO2-Ce2O3-cyclus is een thermochemisch tweestapsproces op basis van cerium(IV)oxide en cerium(III)oxide voor de productie van waterstof. Het voordeel van de ceriumgebaseerde cyclus voor waterstofproductie is de scheiding van H2 en O2 in twee stappen, die gasscheiding bij hoge temperatuur overbodig maakt.

## Proces
Het thermochemische tweestapsproces voor de ontleding van water maakt gebruik van de redoxreactie:
- Dissociatie van cerium(IV)oxide:

{\displaystyle {\ce {4CeO2 -> 2Ce2O3 + O2}}}
- Hydrolyse van het ontstane cerium(III)oxide:

{\displaystyle {\ce {Ce2O3 + H2O -> 2CeO2 + H2}}}
Voor de eerste endotherme stap wordt geconcentreerde zonne-energie gebruikt voor thermolyse in een inert gas bij 2000°C en druk van 100-200 mbar.
In de tweede exotherme stap reageert cerium(III)oxide bij 400 tot 600°C in een reactor met water en produceert daarbij waterstofgas. Cerium(IV)oxide wordt hierbij geregenereerd en kan opnieuw in de eerste stap gebruikt worden.